# Andra Joeckle
Heike Andra Joeckle (* 22. November 1967 in Freiburg im Breisgau, Baden-Württemberg) ist eine deutsche Schriftstellerin aus Berlin.

## Leben
Andra Joeckle studierte Deutsche Philologie und Kunstgeschichte in München, Paris und Berlin. Parallel zu ihrem Studium arbeitete sie als Journalistin, vor allem für den Tagesspiegel in Berlin. An der Sorbonne erwarb sie mit einer Studie über Paul Celans Übertragungen von Jules Supervielle den französischen Magistertitel. 1996 beendete sie ihre Dissertation über Uwe Johnson an der TU Berlin.
1997 arbeitete sie ein Jahr als freie Lektorin in Lille, anschließend war sie bis 2003 als DAAD-Lektorin an der Stendhal-Universität in Grenoble tätig. 2000 war Joeckle Teilnehmerin des Klagenfurter Literaturkurses, der jedes Jahr gleichzeitig im Rahmen des Ingeborg-Bachmann-Wettbewerbs stattfindet. Dort wurde ihr literarisches Talent von einer Lektorin entdeckt. 2002 veröffentlichte sie im Residenz Verlag ihren ersten Roman Laura und die Verschwendung der Liebe. Seit 2003 arbeitet und lebt sie in Berlin als freie Schriftstellerin, Funkautorin und literarische Übersetzerin. Sie wirkte bei mehreren Hörspielen mit. Das Hörspiel über die Fotografin Ré Soupault wurde 2007 gesendet. Ihr Feature Menschen an Apparaten wurde 2008 bei Deutschlandradio Kultur ausgestrahlt. Ihr Hörspiel Das Tangotier wurde 2014 von Deutschlandradio Kultur produziert. Ihr Radio-Feature Krakau mit Händen und Füßen wurde 2009 ebenfalls bei Deutschlandradio Kultur gesendet, wofür sie 2010 den Deutsch-Polnischen Journalistenpreis erhielt.
2008/2009 war sie zweimal Stipendiatin in der Villa Decius in Krakau. Von Oktober 2009 bis Februar 2010 lebte sie als Stadtschreiberin in Hermannstadt.

## Werke
- Laura und die Verschwendung der Liebe. Residenz Verlag, 2002, ISBN 3-7017-1306-5.
- „Eine Stadtschreiberin ist interessanter als eine Bohrmaschine“: Hermannstädter Impressionen / „O scriitoare a oraşului e mai interesantă decît o bormaşină“: Impresii sibiene. Honterus Verlag 2010. ISBN 978-973-1725-53-6
- Novembertango. Roman. Hybris Verlag 2016. ISBN 978-3-939735-99-1

## Hörspiele und Features
- 2007: Schießbuden haben noch immer einen Reiz für mich über die Fotografin Ré Soupault (Hörspiel – DKultur)
- 2008: Menschen an Apparaten (Feature – DKultur)
- 2009: Krakau mit Händen und Füßen (Feature – DKultur)
- 2011: Eine Stadtschreiberin ist interessanter als eine Bohrmaschine! Hermannstädter Oh-Töne. Regie: Harald Krewer (Feature – DKultur)
- 2012: Am tiefsten ist die Haut (Schrecken und Schönheit einer Oberfläche) – Regie: Christine Nagel (Feature – DKultur)
- 2015: O Stimmcoach, hilf! (Feature – DKultur)
- 2014: Das Tangotier oder Reibung erzeugt Wärme – Regie: Alexander Schuhmacher (Hörspiel – DKultur)
- 2017: Die Zecke – Regie: Heike Tauch (Hörspiel – DKultur)
- 2018: Der Blick des Dichters saugt die Welt auf und verändert sie. Ein Höramalgam über die griechische Schriftstellerin Amanda Michalopoulou (Feature –  DKultur)
- 2022: Irre Gärten. Ein Trip durch ein reales und surreals Borges-Labyrinth in Venedig. (Feature – DKultur)
- 2024: Kostbarkeiten, Sammelleidenschaft und Krise. Das wilde Phänomen der Zu-verschenken-Kartons. (Feature – MDR)

## Auszeichnungen und Ehrungen
- 2010 Deutsch-Polnischen Journalistenpreis 2010 für das Radio-Feature Krakau mit Händen und Füßen
- 2009 Aufenthaltsstipendium als Stadtschreiberin in Hermannstadt[8]
- 2008 Aufenthaltsstipendium der Kulturstiftung der Länder für die Villa Decius/Krakau